# Primera División Uruguaya 1945
Il campionato era formato da dieci squadre e il Peñarol vinse il titolo.

## Classifica finale
| Pos. | Squadra              | G  | V  | N | P  | GF | GS | Punti |
| ---- | -------------------- | -- | -- | - | -- | -- | -- | ----- |
| 1    | Peñarol              | 18 | 15 | 1 | 2  | 60 | 19 | 31    |
| 2    | Nacional             | 18 | 10 | 5 | 3  | 54 | 28 | 25    |
| 3    | Defensor             | 18 | 8  | 6 | 4  | 37 | 31 | 22    |
| 4    | River Plate          | 18 | 8  | 5 | 5  | 33 | 29 | 21    |
| 5    | Central              | 18 | 8  | 3 | 7  | 39 | 37 | 19    |
| 6    | Rampla Juniors       | 18 | 7  | 5 | 6  | 31 | 33 | 19    |
| 7    | Liverpool            | 18 | 4  | 6 | 8  | 31 | 35 | 14    |
| 8    | Miramar              | 18 | 6  | 2 | 10 | 25 | 42 | 14    |
| 9    | Montevideo Wanderers | 18 | 2  | 4 | 12 | 16 | 40 | 8     |
| 10   | Sud América          | 18 | 2  | 3 | 13 | 26 | 58 | 7     |

G = Partite giocate; V = Vittorie; N = Nulle/Pareggi; P = Perse; GF = Goal fatti; GS = Goal subiti; 

## Classifica marcatori
| Gol |  |  | Giocatore       | Squadra |
| --- |  |  | --------------- | ------- |
| 21  |  |  | Nicolás Falero  | Central |
| 21  |  |  | Raúl Schiaffino | Peñarol |